# Кашмирска летећа веверица
Кашмирска летећа веверица (лат. Eoglaucomys fimbriatus) је сисар из реда глодара и породице веверица (Sciuridae). 

## Распрострањење
Ареал врсте је ограничен на мањи број држава. Врста има станиште у Авганистану, Пакистану и Индији.

## Станиште
Станиште врсте су шуме.

## Начин живота
Број младунаца које женка доноси на свет је обично 2-4.

## Угроженост
Ова врста је наведена као последња брига, јер има широко распрострањење и честа је врста.